# Truchlivý

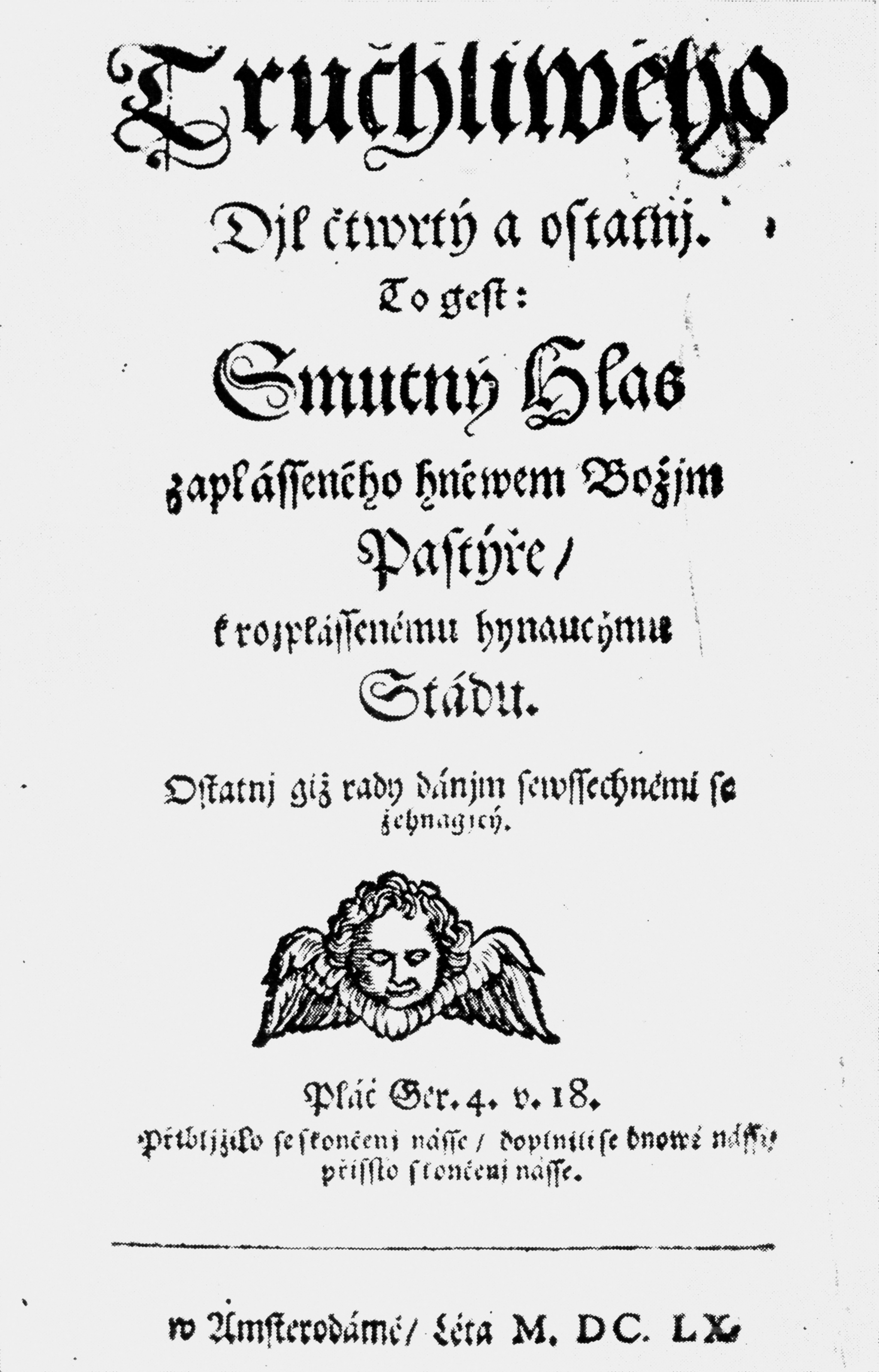
Smutný hlas, Titelblatt der ersten Ausgabe, Amsterdam 1660.

Truchlivý (deutsch: Der Trauernde oder Der Betrübte) gehört zu den sogenannten Trostschriften von Johann Amos Comenius. Das Buch wendet sich an die, um ihres Glaubens willen verfolgten, und zum großen Teil im Exil lebenden Glieder der Böhmischen Brüderunität, deren Bischof Comenius war.
Es besteht aus vier Teilen, die Titel lauten übersetzt:
I. „Der Trauernde, das ist die Klage eines Christenmenschen über den Jammer und das Elend in der Heimat und in der Kirche: dazu melden sich zuerst Verstand und Glaube und versuchen vergeblich ihn zu trösten; daraufhin tritt Christus auf, ermahnt ihn nicht ungeduldig zu sein, zeigt ihm die Ursachen der schrecklichen Schicksalsschläge, lindert seine Not und seinen Kummer, verheißt ihm eine zeitliche und ewige Erlösung und lehrt ihn, wie er sich auf beides vorzubereiten habe.“
II. „Des Trauernden zweiter Teil, das sind die im Menschen wieder aufgerissenen Wunden wegen der so lang anhaltenden Mühsal und den nicht enden wollenden Strafen Gottes.“
III. „Des Trauernden dritter Teil, enthaltend das Geschrei der Turteltaube (Řvaní hrdličky), die in den Felsschluchten und steilen Höhlen gar zu lange verbleibt.“
IV. „Des Trauernden vierter und letzter Teil, das ist Stimme der Trauer (Smutný hlas) eines durch Gottes Zorn verscheuten Hirten an die auseinander getriebene zugrundegehende Herde.“

## Truchlivý, TeilI und TeilII
Die ersten beiden Teile hat Comenius in den Jahren 1623 und 1624 an seinem Zufluchtsort in Brandeis an der Adler geschrieben. Er drückt darin seinen Schmerz und seine Verzweiflung über den Verlust der religiösen und politischen Freiheit in der Heimat nach der katastrophalen Niederlage der böhmischen protestantischen Stände in der Schlacht am Weißen Berg (1620). Für die Glieder seiner böhmischen Brüderunität sowie für alle böhmischen Protestanten bedeutete es Verfolgung und Vertreibung aus der Heimat. Auch Comenius musste aus seinem bisherigen Wohnort Fulnek fliehen. Seine Frau und seine beiden Söhne fielen dort 1622 der Pest zu Opfer, nachdem die Stadt von den kaiserlichen Söldnern geplündert und gebrandschatzt wurde.
Im Rückblick auf diese verzweifelte Lage schreibt Comenius später: Als das Dunkel der Katastrophe wuchs (im Jahr 1623) … wurde ich von unbeschreiblichen Bedrängnissen und Versuchungen hin und her geworfen, und mitten in der Nacht (die ich wie schon einige vorangegangene schlaflos zubrachte) wurde ich von einem ungewöhnlichen Fieber gepackt, rief zu Gott, sprang aus dem Bett, ergriff die Bibel und betete … Und ich griff zu Feder und begann meine vorangegangene Bedrängnisse (für mich selbst, wenn die Schrecken zurückkehren sollten, oder für andere Gläubige) aufzuzeichnen…
Die beiden ersten Teile sind in einer Dialogform verfasst, Comenius selber nennt es Dialog der Seele. In diesem Dialog wird die Spannung zwischen den beiden Seelen in der eigenen Brust deutlich: zwischen der Verzweiflung und dem Versuch, Trost und Kraft zu finden. Der verzweifelte Trauernde (Comenius selbst) klagt über seine Not, er füllt sich von Gott verlassen und zweifelt an Gottes Gerechtigkeit.
Das Werk beginnt mit einer Klage, die an Hiobs Klagen erinnert: Ach weh über weh, was soll man auf dieser elenden und betrübten Welt anfangen? Wo soll man sich hinwenden? Was soll man für sich nehmen? Ach, wo ist Hilfe? Wo ist Rat? Ach, wäre es möglich, dass man hinter das Meer fliegen, oder in ein Grab sich verstecken könnte! Ach, wenn doch der Tod käme, und machte diesem Trübsal, Jammer und Elend dermaleinst ein Ende!
Der Trauernde schildert das Elend des Dreißigjährigen Krieges: Auf allen Seiten Bosheit, das grausame blutige Schwert frisst meine geliebte Heimat, Schlösser, Burgen und befestigte Städte werden erobert; Städtchen und Dörfer geplündert und gebrandschatzt; die Güter ausgeraubt; das Vieh ausgerottet; das arme Volk wird geplagt, gequält, gemordet und gefangen genommen… aber dies ist am allerschmerzlichsten, das man Gottes Wahrheit unterdrückt; den wahren Gottesdienst verbietet; die Prediger vertreibt oder in Gefängnis wirft.
Auf die Klagen des Trauernden folgen Erwiderungen der Vernunft und des Glaubens. Aber dem Trauernden wird damit nicht geholfen, er bekommt keine Antworten auf seine quälenden Fragen. Daraufhin tritt Christus in den Dialog der Seele ein. Es erklärt, dass das durchlebte Leid eine Läuterung ist, und ein Gericht Gottes über die Sünden seines Volkes. In den Worten von Christus findet der Trauernde schließlich den ersehnten Frieden und vertraut sich der Allmacht Gottes an.
Comenius erläutert es später so: Zuerst sprach die zerknirschte Seele mit dem eigenen Verstand, der sie mit verschiedenem Trost zu beleben suchte… Dann kam der Glaube zu Hilfe, fügte heilende Umschläge aus der Bibel bei, aber auch das tat wenig Wirkung. Zuletzt kam Christus… und gab der Seele endlich volle Ruhe, Trost und Freude zurück.
Die Teile I und II wurden 1624 in Prag gedruckt. Bald folgten Übersetzungen beider Teile in Deutsch unter dem Titel: Trauern über Trauern und Trost über Trost (Bratislava 1626 und 1629, Frankfurt 1628 und 1629) und in Dänisch (Kopenhagen 1628 und 1629). Es ist das erste Buch von Comenius, das in eine Fremdsprache übersetzt wurde. Die baldigen Übersetzungen machen deutlich, dass auch andere Evangelische in Europa ihre Lage ähnlich verzweifelt empfunden haben. Die Teile I und II wurden 1893 von Josef Šmaha in Prag neu herausgegeben.

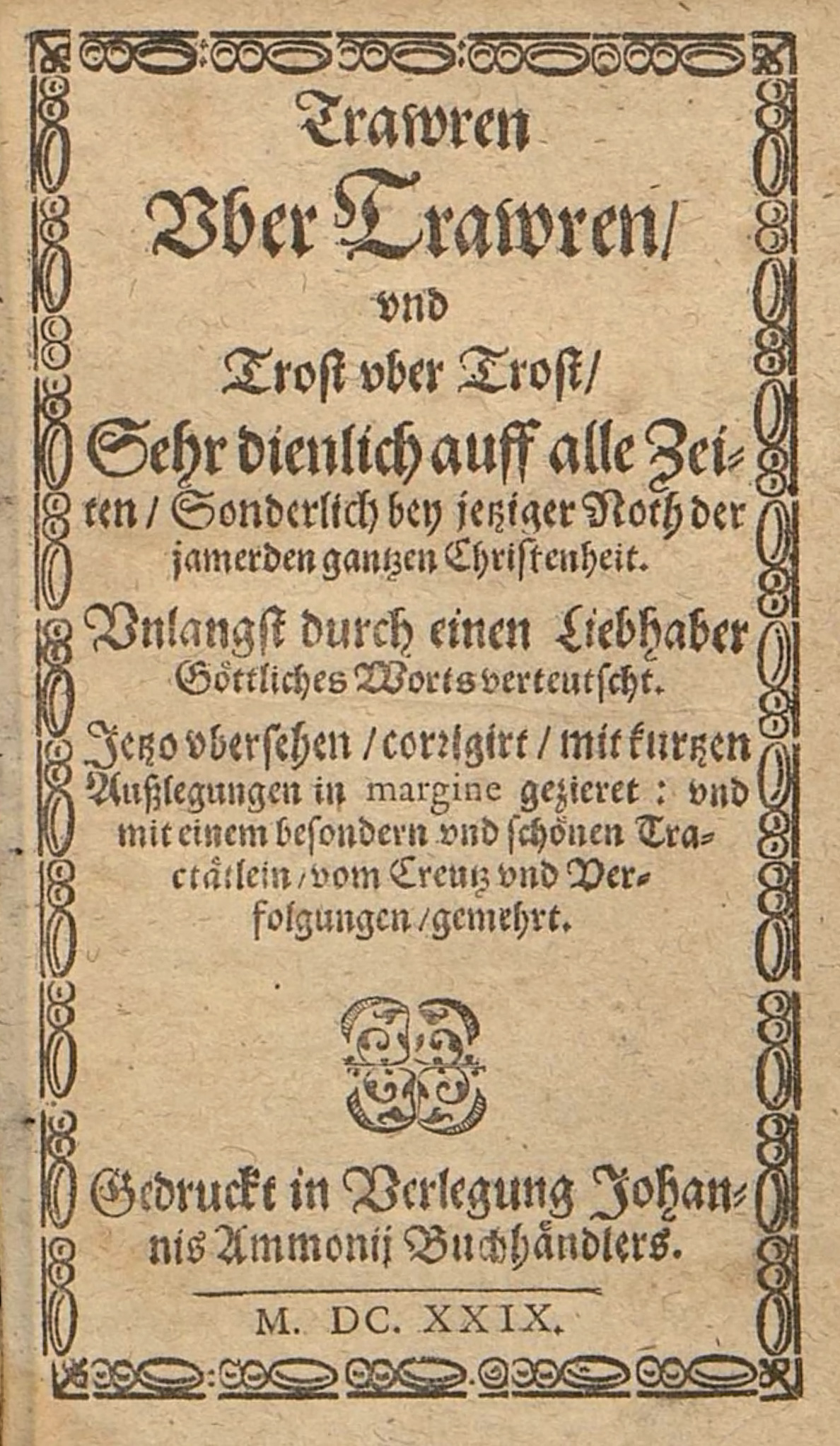
Trauern uber Trauern und Trost uber Trost, Titelblatt der deutschen Ausgabe von 1629.

## Truchlivý, Teil III und Teil IV
Im Jahr 1650 nahm Comenius das Thema wieder auf und schrieb in seinem Exil in Leszno den Teil III: Geschrei der Turteltaube (Řvaní hrdličky). Der Anlass dazu war für ihn die nächste Katastrophe, die die vertriebenen Glieder der böhmischen Brüderunität traf. Der Westfälische Friede beendete zwar den grausamen Krieg, brachte aber den böhmischen Protestanten nicht die ersehnte Religionsfreiheit. Die böhmischen Länder wurden den katholischen Habsburgern zugesprochen und der Gegenreformation ausgesetzt. Damit zerschlugen sich bei den Exilanten auch die letzten Hoffnungen auf eine Rückkehr in die Heimat.
Im Teil III wendet sich der Trauernde in einem klagenden Monolog an Gott, er hält ihm vor, dass er die Gebete seiner Gläubigen nicht erhört hat und sie den Feinden preisgegeben hat.
Der Titel nimmt Bezug auf (Hohelied 2,14 ): Meine Taube in den Felsklüften, im Versteck der Felswand, zeige mir deine Gestalt, lass mich hören deine Stimme … Im Hohelied ist es der Liebhaber, der seine Geliebte (Taube) ruft. Im Geschrei der Turteltaube ist es die Taube (Symbol für den Menschen, für die Seele), die zu lange im Versteck ausharren musste, sich verlassen fühlt und durch ihr Geschrei den Liebhaber (Symbol für Gott) auf sich aufmerksam macht.
Ach, Herr, wir wissen nicht mehr, wohin wir klägliche Überreste uns noch wenden und wo wir vor dem Sturme deines Zornes bleiben sollen, da uns doch überall dein Grimm verfolgt. (Jeremia 23,19–20 ) Wir sehen es, ach wir sehen es schon, dass wir vor Gott nirgends anders hinfliehen können als zu Gott: vor dem erzürnten Gott zu dem Gott der Gnade. Du allein, du allein kannst … doch immer denen, die du retten willst, eine Kammer zeigen, in der sie sich verbergen können, wie du gesagt hast. (Jesaja 26,20 )
Zum Schuss versöhnt sich Comenius aber mit dem Willen Gottes und sucht bei ihm Schutz vor den feindlichen Stürmen. Der Text ist voll mit biblischen Zitaten, viele von ihnen sind den Klagepsalmen entnommen. Die Schrift beschließt ein Gebet: In deine Hände befehlen wir unsern Geist, du hast uns erlöst, du starker und treuer Gott … unsere Hoffnung bist nur du …
Den letzten Teil IV: Stimme der Trauer (Smutný hlas) hat Comenius 1660 in Amsterdam geschrieben. Es ist ein Hirtenbrief an die ihm anvertraute Gemeinde, ähnlich seiner früheren Schrift Vermächtnis der sterbenden Mutter, der Brüderunität. Comenius hofft nicht mehr, dass sich das Schicksal der Unität wendet, glaubt aber chiliastisch an den endgültigen Sieg Gottes. Er mahnt die verbliebenen und verstreuten Glieder seiner Gemeinde, bis zum Ende am Glauben festzuhalten: Kämpfet bis ans Ende! Ihr seid gelaufen, vollendet also den Lauf! Bewahret den Glauben, damit ihr die Krone der Gerechtigkeit empfanget…(2. Timotheus 4,7–8 )
Eine deutsche Übersetzung von Teil III wurde im Jahr 1915, und vom Teil IV im Jahr 1908 veröffentlicht.